# 광주 동구의 행정 구역
광주 동구의 행정 구역은 34개의 법정동과 이것을 관리하는 14개 행정동으로 구성되어 있다. 광주 동구의 면적은 49.21km2이며, 인구는 2012년 8월 1일을 기준으로 다음과 같다.

## 행정 구역
| \| 행정동 \| 한자 \| 면적 \| 세대 \| 인구 \| \| ------- \| ------- \| ----- \| ----- \| ------ \| \| 충장동 \| 忠壯洞 \| 1.09 \| 2,855 \| 4,874 \| \| 동명동 \| 東明洞 \| 0.43 \| 2,682 \| 5,275 \| \| 계림1동 \| 鷄林1洞 \| 0.63 \| 4,727 \| 8,732 \| \| 계림2동 \| 鷄林2洞 \| 0.55 \| 4,611 \| 11,328 \| \| 산수1동 \| 山水1洞 \| 0.73 \| 4,180 \| 8,817 \| \| 산수2동 \| 山水2洞 \| 0.74 \| 4,494 \| 11,716 \| \| 지산1동 \| 芝山1洞 \| 1.01 \| 2,468 \| 5,419 \| \| 지산2동 \| 芝山2洞 \| 1.6 \| 2,734 \| 6,245 \| \| 서남동 \| 瑞南洞 \| 1.41 \| 2,496 \| 4,224 \| \| 학동 \| 鶴洞 \| 1.23 \| 4,262 \| 8,881 \| \| 학운동 \| 鶴雲洞 \| 10.81 \| 5,034 \| 13,419 \| \| 지원1동 \| 池元1洞 \| 1.37 \| 3,684 \| 9,419 \| \| 지원2동 \| 池元2洞 \| 27.61 \| 3,431 \| 8,051 \| \| 동구 \| 東區 \| \| \| \| |         |       |       |        |
| 행정동 | 한자    | 면적  | 세대  | 인구   |
| 충장동 | 忠壯洞  | 1.09  | 2,855 | 4,874  |
| 동명동 | 東明洞  | 0.43  | 2,682 | 5,275  |
| 계림1동 | 鷄林1洞 | 0.63  | 4,727 | 8,732  |
| 계림2동 | 鷄林2洞 | 0.55  | 4,611 | 11,328 |
| 산수1동 | 山水1洞 | 0.73  | 4,180 | 8,817  |
| 산수2동 | 山水2洞 | 0.74  | 4,494 | 11,716 |
| 지산1동 | 芝山1洞 | 1.01  | 2,468 | 5,419  |
| 지산2동 | 芝山2洞 | 1.6   | 2,734 | 6,245  |
| 서남동 | 瑞南洞  | 1.41  | 2,496 | 4,224  |
| 학동 | 鶴洞    | 1.23  | 4,262 | 8,881  |
| 학운동 | 鶴雲洞  | 10.81 | 5,034 | 13,419 |
| 지원1동 | 池元1洞 | 1.37  | 3,684 | 9,419  |
| 지원2동 | 池元2洞 | 27.61 | 3,431 | 8,051  |
| 동구 | 東區    |       |       |        |

## 법정동
| 행정동  | 법정동 |
| ------- | --- |
| 충장동  | 충장로1가(忠壯路1街), 충장로2가(忠壯路2街), 충장로3가(忠壯路3街), 충장로4가(忠壯路4街), 충장로5가(忠壯路5街), 금남로1가(錦南路1街), 금남로2가(錦南路2街), 금남로3가(錦南路3街), 금남로4가(錦南路4街), 금남로5가(錦南路5街), 대인동(大仁洞), 수기동(須奇洞), 궁동(弓洞), 장동(壯洞) (일부), 대의동(大義洞), 불로동(不老洞) (일부), 호남동(湖南洞), 황금동(黃金洞) |
| 동명동  | 동명동(東明洞) |
| 계림1동 | 계림동(鷄林洞) |
| 계림2동 | 계림동(鷄林洞) |
| 산수1동 | 산수동(山水洞) |
| 산수2동 | 산수동(山水洞) |
| 지산1동 | 지산동(芝山洞) |
| 지산2동 | 지산동(芝山洞) |
| 서남동  | 서석동(瑞石洞), 남동(南洞), 광산동(光山洞), 금동(錦洞), 불로동(不老洞) (일부), 장동(壯洞) (일부), 학동(鶴洞) (일부) |
| 학동    | 학동(鶴洞) (일부) |
| 학운동  | 학동(鶴洞) (일부), 운림동(雲林洞) |
| 지원1동 | 소태동(所台洞) (일부), 용산동(龍山洞) (일부) |
| 지원2동 | 소태동(所台洞) (일부), 용산동(龍山洞) (일부), 용연동(龍淵洞), 월남동(月南洞), 선교동(仙橋洞), 내남동(內南洞) |

## 연혁
- 1973년 7월 1일 구제(區制)가 실시되어 전라남도 광주시 동구가 설치되었다.

| 대통령령 제6544호 |
| 신 행정구역 |
| 동구 중흥동,우산동,풍향동,문화동,서산동,충효동,청옥동,장운동,대인동,장동,궁동,대의동,금남로1~5가,충장로1~5가,불로동,황금동,호남동,수기동,동명동,계림동,산수동,지산동,광산동,불로동,남동,금동,서석동,장동,학동,운림동,소태동,용산동,월남동,내남동,선교동,용연동 |
- 1979년 1월 1일 산수2동을 산수2동과 산수3동으로, 중흥동을 중흥1동과 중흥2동으로 분동하였다.
- 1979년 5월 1일 지산동을 지산1동과 지산2동으로 분동하였다.
- 1980년 4월 1일 아래와 같이 동구의 일부가 분리되어 북구가 신설되었고, 일부는 서구로 이관되었다.

| 광주시조례 제944호 |                                                                     |
| 개편 전 | 개편 후                                                             |
| 동구 중흥동, 우산동, 풍향동, 문화동, 서산동, 충효동, 청옥동, 장운동 | 북구 중흥동, 우산동, 풍향동, 문화동, 서산동, 충효동, 청옥동, 장운동 |
| 동구 양림동, 방림동 | 서구 양림동, 방림동                                                 |
| (변동없음) 대인동,장동,궁동,대의동,금남로1~5가,충장로1~5가,불로동,황금동,호남동,수기동,동명동,계림동,산수동,지산동,광산동,불로동,남동,금동,서석동,장동,학동,운림동,소태동,용산동,월남동,내남동,선교동,용연동 |                                                                     |
- 1985년 11월 1일 서석1동과 서석2동을 서석동으로 합동하였다.
- 1986년 11월 1일 광주직할시 동구로 개칭하였다.
- 1988년 5월 1일 자치구로 승격하였다.
- 1995년 1월 1일 광주광역시 동구로 개칭하였다.
- 1998년 4월 27일 대금동,충수동,대의동,충금동,삼성동을 충장동으로, 동명1동,동명2동을 동명동으로, 계림1동,계림2동을 계림1동으로, 산수1동,산수2동을 산수1동으로, 남금동,서석동을 서남동으로, 학1동,학2동을 학1동 합동하였고, 계림3동을 계림2동으로, 산수3동을 산수2동으로, 학3동을 학2동으로 개칭하였다.
- 2002년 3월 25일 학1동,학2동을 학동으로 합동하였고, 지원동을 지원1동과 지원2동으로 분동하였다.
- 2011년 10월 1일 남구 방림2동 일부지역과 북구 중흥1동 일부지역, 풍향동 일부지역, 우산동 일부지역, 두암3동의 일부지역이 편입되고 산수2동 일부를 북구에 편입하였다.